# Füredi Vilmos
Füredi Vilmos (Bernecebaráti, 1947. március 26.) Balázs Béla-díjas filmoperatőr, filmproducer.

## Életpályája
1953–1961 között az általános iskolában tanult. 1961–1965 között Vácott volt középiskolás. 1965–1991 között a Magyar Televízió operatőre volt. 1976–1979 között a Színház- és Filmművészeti Főiskola operatőr szakán tanult. 1991 óta független producer. 1996-ban megalapította a Vox Trade Média Rt.-t, melynek producere is.

## Magánélete
Felesége Almási Anikó (1946–2010) filmvágó volt. Egy lányuk született: Anikó (1986).

## Filmjei

### Operatőrként
- Trójai nők (1973)
- Dorottya (1973)
- Sosem lehet tudni (1974)
- Uraim, beszéljenek! (1973)
- Római karnevál (1974)
- Zenés TV Színház (1974–1979)
- Tudós nők (1975)
- Sakk, Kempelen úr! (1976)
- Hullámzó vőlegény (1978)
- Sándor Mátyás (1979)
- Horváték (1981)
- Bolondok bálja (1984)
- A nap lovagjai (1989)

### Producerként
- Lili (2003)
- Egri csillagok (2005)
- A két Bolyai (2006)
- Mátyás, a sosem volt királyfi (2006)
- Illemberke (2008)
- Sweet Sixteen, a hazudós (2011)
- Vadászmese (2013)

### Egyéb filmproduceri munkái
- Címlapsztori (1931)
- Bemutatom John Doe-t (1941)
- V. Henrik (1944)
- A vágy villamosa (1951)
- A megvetés (1963)
- Kalózok háborúja (1971, 1999)

## Díjai
- Rio de Janeiró-i fődíj (1987)
- a miskolci tv-fesztivál díja (1988)
- Gyermekekért Díj (1988)
- Balázs Béla-díj (2022)[3]